# Clădire verde

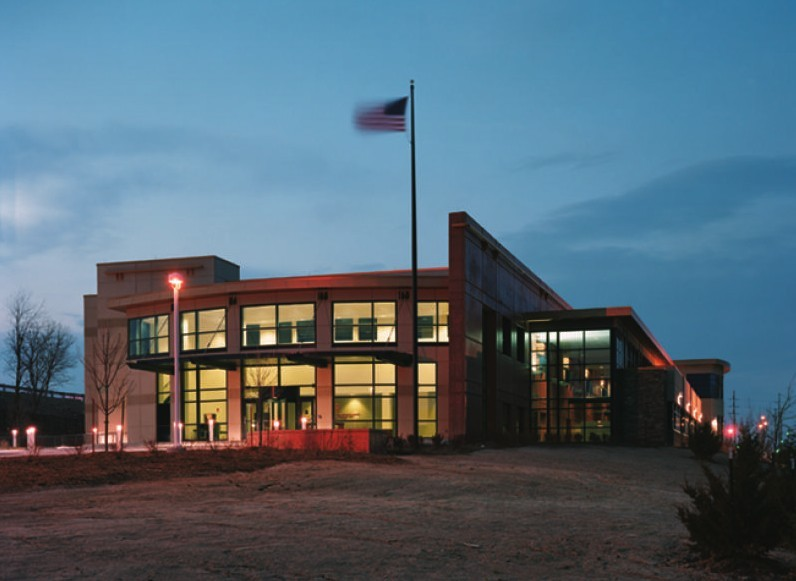
Sediul EPA Kansas City Science & Technology Center, SUA.

Casa verde este un termen folosit pentru clădirile construite și folosite la un mod responsabil față de mediul înconjurător, în tot ciclul de viață al acestora: design, construcție, folosință, întreținere, renovare și demolare.

## Caracteristici
Acest tip de locuință este dotat cu un sistem de încălzire solară a apei calde iar încălzirea centrală este bazată pe folosirea lemnului. Totodată, casa ecologică are un sistem de izolare superior, acest lucru datorându-se calităților finisajelor naturale.
O casă ecologică nu înseamnă doar o casă din lemn sau o casă pasivă. Deși definițiile acestora sunt asemănătoare, diferențele sunt multiple. În primul rând, o casă ecologică este o casă care nu prezintă pierderi termice importante, deoarece este foarte bine izolată. Apoi aproape totul este reciclabil (apa de la toaletă provine din apa de ploaie), inclusiv materialele din care este realizată putând fi reciclabile. 
Deși costurile acestui tip de locuință sunt mai mari decât ale uneia obișnuite, orice investiție poate fi recuperată prin reducerea substanțială a costurilor legate de energie. Un alt lucru pe care trebuie să îl avem în vedere privitoare la casele ecologice este faptul că acestea au un transfer termic cu mediul înconjurător extrem de mic. De exemplu, în acest tip de locuință nu va fi nevoie să porniți aerul condiționat pe timpul verii, deoarece beneficiază de un sistem special care nu permite pătrunderea căldurii în interior.

## Europa
În Europa, consumul de energie al clădirilor reprezintă 40% din consumul total, din care 36% este energie producătoare de emisii.
O mare parte din această energie poate fi economisită prin sisteme de izolație, de încălzire și de răcire mai optime, prin ferestre duble, iluminat economic sau contoare inteligente pentru monitorizarea consumului de energie.
Din 2019, toate clădirile nou-construite în Uniunea Europeană trebuie să producă aceeași cantitate de energie pe care o consumă.
Noile standarde de eficiență energetică se vor aplica și tuturor clădirilor renovate.